# Principat
 (février 2008).
Si vous disposez d'ouvrages ou d'articles de référence ou si vous connaissez des sites web de qualité traitant du thème abordé ici, merci de compléter l'article en donnant les références utiles à sa vérifiabilité et en les liant à la section « Notes et références ».
Le principat est le nom communément donné par les historiens de l'Antiquité au régime politique mis en place par Auguste et restant en vigueur dans l'Empire romain de 27 av. J.-C. à 284 environ (le règne de Dioclétien correspondant selon les historiens à l'avènement d'une autre forme de gouvernement : le dominat). Le terme équivaut sensiblement à la notion d'empire, mais désigne tout particulièrement la nature du pouvoir et la position du monarque romain, à savoir celui du premier citoyen de la cité, surpassant tous les autres par son prestige et son autorité, son inspiration divine et sa puissance agissante. Il n’existe pas de succession du pouvoir  par hérédité lors du Principat contrairement au Dominat.

## Nature
Il est mis en place par Auguste, sous couvert de restaurer la République et de maintenir les institutions existantes. Sous le principat il y a donc toujours un Sénat, des consuls, des préteurs, et des édiles (lesquels disparaîtront cependant vers le règne de Alexandre Sévère). Si les apparences de la République sont maintenues, le pouvoir passe entre les mains de l'empereur.
La seule existence légale de ce dernier est son titre : il est princeps senatus, c'est-à-dire « prince du Sénat ». Dans les faits le princeps est le premier sénateur, auparavant nommé par les censeurs, à parler au Sénat. C'est pourquoi on peut appeler l'empereur « prince », et c'est aussi pourquoi cette période est appelée principat.

## Les trois piliers
En accaparant progressivement les diverses sources de pouvoir et en les transformant, Auguste acquiert un pouvoir absolu, sous une apparence républicaine. Trois domaines fondent ce pouvoir : l'imperium, la puissance tribunitienne et le pontificat suprême.

### L'imperium
C'est en ce domaine que l'évolution est la plus marquante, bien que progressive. L'imperium du principat devient très différent de l'imperium républicain :
| Imperium républicain | Imperium augustéen |
| --- | --- |
| Imperium d’un magistrat (préteur, consul) - Élection, annuel, collégial - Civil : dans l'enceinte de Rome - Militaire : hors les murs - L’un exclut l’autre : en charge d’une armée, un consul ne peut pénétrer dans Rome - Droit au triomphe Imperium d’un promagistrat - Annuel au départ, prolongeable par la suite - Hors de Rome - Limité strictement dans l’espace (la provincia) - Civil et militaire - Redditio au retour, devant le sénat = rapport financier détaillé de la promagistrature | Imperium maius - Approbation sénatoriale initiale, pour cinq ans au départ, sans précision par la suite - Pour lui seul (non collégial) - Civil et militaire, urbi et orbi - Prééminent : lui seul a droit au cortège triomphal, les généraux, simples legati, ne bénéficient que des ornements triomphaux : comme l’empereur est le chef suprême de l'armée, toute victoire lui est imputée, fût-il absent du champ de bataille Imperium proconsulaire - S’exerce sur toutes les provinces directement sous son autorité (présence militaire). Des legati le représentent - Droit de regard sur l’administration des provinces sénatoriales (démilitarisées) - Derniers recours en droit : droit d’appel devant l’empereur - Pas de rapport de gestion devant le Sénat |

### Tribunicia potestas, ou «puissance tribunitienne»
La puissance tribunitienne est le pouvoir attribué aux tribuns de la plèbe. Elle était censée à l'origine protéger la plèbe contre l'arbitraire de l'aristocratie patricienne.
Par définition, cette magistrature, tribun de la plèbe, est inaccessible à tout patricien. Donc inaccessible à Octave et à ses successeurs, membres de deux illustres familles patriciennes.
Auguste va donc s'arroger cette puissance, sans endosser la magistrature elle-même, qui décline d'ailleurs rapidement.
Elle lui est renouvelée chaque année, par les comices. Elle sert donc d'ordinaire de comput des règnes des empereurs, jusqu'à très tardivement.
Dans les faits, elle ne lui donne aucun pouvoir particulier, hormis l'interdiction de porter atteinte à sa personne (du fait du caractère sacro-saint, inviolable, du détenteur de cette puissance), et un rapprochement évident de l'empereur avec le peuple — cette puissance faisant de son détenteur le représentant du peuple.

### Le pontificat
L'empereur détient enfin la fonction de Pontifex maximus, c'est-à-dire « Grand pontife ». C'est le plus haut sacerdoce dans l'organisation religieuse des Romains. Auguste attendit prudemment que son prédécesseur Lépide disparaisse pour s'en emparer, en -12. Les successeurs d'Auguste n'auront plus ce problème, la fonction étant par définition vacante à leur accession.

### Remarques annexes
Certains empereurs se feront attribuer périodiquement la censoria potestas (« puissance censoriale ») afin de modifier la composition du Sénat. Domitien est nommé « Censeur perpétuel », et on prend par la suite l'habitude de considérer que l'empereur détient de facto cette puissance censoriale.
L'autre titre, avec celui de Princeps est celui d'Augustus. Sa connotation est nettement religieuse, et correspond plus à un surnom qu'à un titre. Auguste a par contre refusé la dictature revêtue à vie par son grand-oncle Jules César.

## Les magistratures durant le principat

### Les consuls
Sous l'Empire, deux consuls sont toujours élus chaque année, suivant les règles. La dignité de consul reste en outre longtemps très prisée. On élit donc chaque année deux consuls, dits « éponymes » ou « ordinaires » car ils donnent leurs noms à l'année (et cela jusqu'à la fin de l'Empire). Lesquels démissionnent quelque temps après et sont remplacés par des consuls dits « suffects ».
L'élection est faite par le Sénat, mais bien sûr les sénateurs élisent les candidats que l'empereur recommande. Parfois l'empereur lui-même éprouve le besoin d'être consul, auquel cas il n'a aucun problème pour y accéder.
Sous le principat le consulat est toujours le sommet du cursus honorum. Dénués de pouvoirs militaires, les consuls conservent leurs prérogatives religieuses et judiciaires en ce qui concerne les patriciens et l'ordre équestre.

### Les préteurs
À partir des années 100 il y a dix-huit préteurs. Ils continuent comme sous la République à présider les procès.

### Les édiles
Sous le principat on peut être soit édile soit tribun de la plèbe après être passé par la questure. Les pouvoirs de l'édilité lui sont cependant peu à peu retirés pour être donnés aux différents fonctionnaires de la ville, comme le Préfet de la Ville, le Préfet des vigiles, etc., nommés exclusivement par l'empereur. Sous Alexandre Sévère l'édilité disparaît définitivement. La principale fonction des édiles curules sous la république était l'organisation des jeux, par cela ils répondaient à la principale préoccupation des Romains « du pain, des jeux ! » cependant sous le Principat, cette attribution leur est retirée car elle les rend populaires or la seule personne devant être populaire est l'empereur.

### Les questeurs
La questure reste la première magistrature du cursus honorum. Elle ouvre ainsi l'accès au Sénat.
Ils sont vingt depuis Auguste. Jusqu'à Claude ils doivent s'occuper du pavage des rues de Rome, tâche remplacée par l'organisation de jeux de gladiateurs. Sévère Alexandre supprimera à son tour cette corvée qui limite l'accès à la questure aux plus riches.
À partir de l'empereur Claude les questeurs ont des rôles différents :
- Quaestores augusti : deux questeurs de l'empereur ; chargés de remplacer le Prince au Sénat quand celui-ci est absent ;
- Quaestores urbani : deux questeurs urbains au service du préfet de la Ville — de 44 à 56 ils sont à nouveau responsables de l'aerarium Saturni, le « trésor de Saturne », c'est-à-dire la caisse de l'état romain qui toutefois n'est plus sous l'Empire que la caisse de la ville de Rome ;
- Quaestores consuli : quatre questeurs consulaires, attachés par deux aux services des consuls ;
- Quaestores pro praetore : un par province ; ils gèrent la collecte des impôts dans les provinces sénatoriales où ils se rendent en juillet en même temps que les proconsuls gouvernant ces provinces.

### Le consilium principis
Le consilium principis est une sorte de commission du Sénat qui vient diminuer le pouvoir du Sénat en donnant plus de pouvoir à l'empereur. Il est donc le deuxième conseil de l'empereur. Ce conseil va avoir une  grande influence sur l'interprétation et l'application de la loi. Il a été créé par Auguste en l'an 727 de Rome ou en -27 et a perduré jusqu'à Dioclétien. 